# Mirpur Turk
Mirpur Turk é uma vila no distrito de North East, no estado indiano de Deli.

## Demografia
Segundo o censo de 2001, Mirpur Turk tinha uma população de 28 257 habitantes. Os indivíduos do sexo masculino constituem 54% da população e os do sexo feminino 46%. Mirpur Turk tem uma taxa de literacia de 63%, superior à média nacional de 59,5%: a literacia no sexo masculino é de 71% e no sexo feminino é de 54%. Em Mirpur Turk, 17% da população está abaixo dos 6 anos de idade.